# 宋謙
宋 謙（そう けん、生没年不詳）は、中国後漢末期から三国時代の呉にかけての武将。

## 事跡
正史『三国志』によると、興平2年（195年）に孫策配下として劉繇攻めに従った。劉繇軍の太史慈が孫策に一騎討ちを挑んだ際、孫策につき従っていた13人の騎兵の一人として、韓当や黄蓋と共にその名を記されている。
建安20年（215年）、孫権が合肥城を攻めた時は一軍を率いて参加したが、曹操軍の張遼が奇襲してきたため、宋謙の兵は徐盛の軍と共に逃げ出してしまった。しかし潘璋が逃げ出した兵2人を斬ったため、彼らの軍は全軍逃走に至らずに踏み留まることができた。
黄武元年（222年）、蜀漢が呉に侵攻してきた時は、陸遜の指揮下で朱然・潘璋・韓当・徐盛・鮮于丹・孫桓と共に5万の軍勢で出陣し、これを撃退した。劉備が白帝城に撤退すると、徐盛や潘璋と共に再攻撃の許可を孫権に上奏したが、陸遜の反対もあり許可されなかった。
宋謙に関する部分は上記の部分のみで、黄蓋ら武官として功績を挙げた者たちが載る「呉書」第十にも立伝されていない。他の人物の伝に付伝されたり、裴松之の注釈にも詳細が記述されていないため、字や生没年、官位などが不明である。

## 物語中の宋謙
小説『三国志演義』では方天画戟の使い手として登場する。
赤壁戦直後に孫権が合肥城を攻めた際、賈華とともに孫権の護衛として出陣する。本陣に攻め寄せてきた楽進を迎撃し、楽進が撤退すると追撃するが、李典の放った矢が心臓に命中し、戦死することになっている。孫権は宋謙の死を嘆き悲しみ、太史慈を仇打ちのために出陣させている。